# Карбонат лютеция
Карбонат лютеция — неорганическое соединение, 
соль лютеция и угольной кислоты с формулой Lu2(CO3)3,
бесцветные (белые) кристаллы,
не растворяется в воде,
образует кристаллогидраты.

## Получение
- Безводную соль получают пропусканием углекислого газа под давлением (15-20 атм) через раствор хлорида лютеция с добавлением анилина в качестве буфера:

{\displaystyle {\mathsf {2LuCl_{3}+3CO_{2}+6C_{6}H_{5}NH_{2}+3H_{2}O\ {\xrightarrow {90^{o}C}}\ Lu_{2}(CO_{3})_{3}+6[C_{6}H_{5}NH_{2}\cdot HCl]}}}

## Физические свойства
Карбонат лютеция образует бесцветные (белые) кристаллы.
Не растворяется в воде, р ПР = 32.
Образует кристаллогидраты состава Lu2(CO3)3•n H2O, где n = 1, 2, 4 и 6.